# R410A
R-410A är, vid rumstemperatur och normalt atmosfärstryck, en färglös gas. Ett vanligt användningsområde för R410A är som köldmedium i kylanläggningar och värmepumpar. R-410A består av en blandning av fluorkolväte-gaserna pentafluoretan och difluormetan.